# Оксько-Донська рівнина
О́ксько-Донська́ рівни́на (рос. Окско-Донская равнина) — рівнина в європейській частині Росії. Розташована в межах Східно-Європейської рівнини між Середньоруською та Приволзькою височинами, від річки Оки на півночі до Калацької височини на півдні. Північна і центральна частина Оксько-Донської рівнини називається Тамбовською рівниною.
Плоско-хвилястий рельєф вододілів з висотою 150—180 м чергується з широкими терасуючими долинами, балками і западинами. Складена сильно розмитою мореною, перекритою пісками по долинах, покривними і лесовидними суглинками на вододілах. Розташована головним чином у зоні лісостепу. Опадів 450—500 мм на рік. Ґрунти переважно сірі лісові та чорноземні.